# 茲爾馬尼亞河

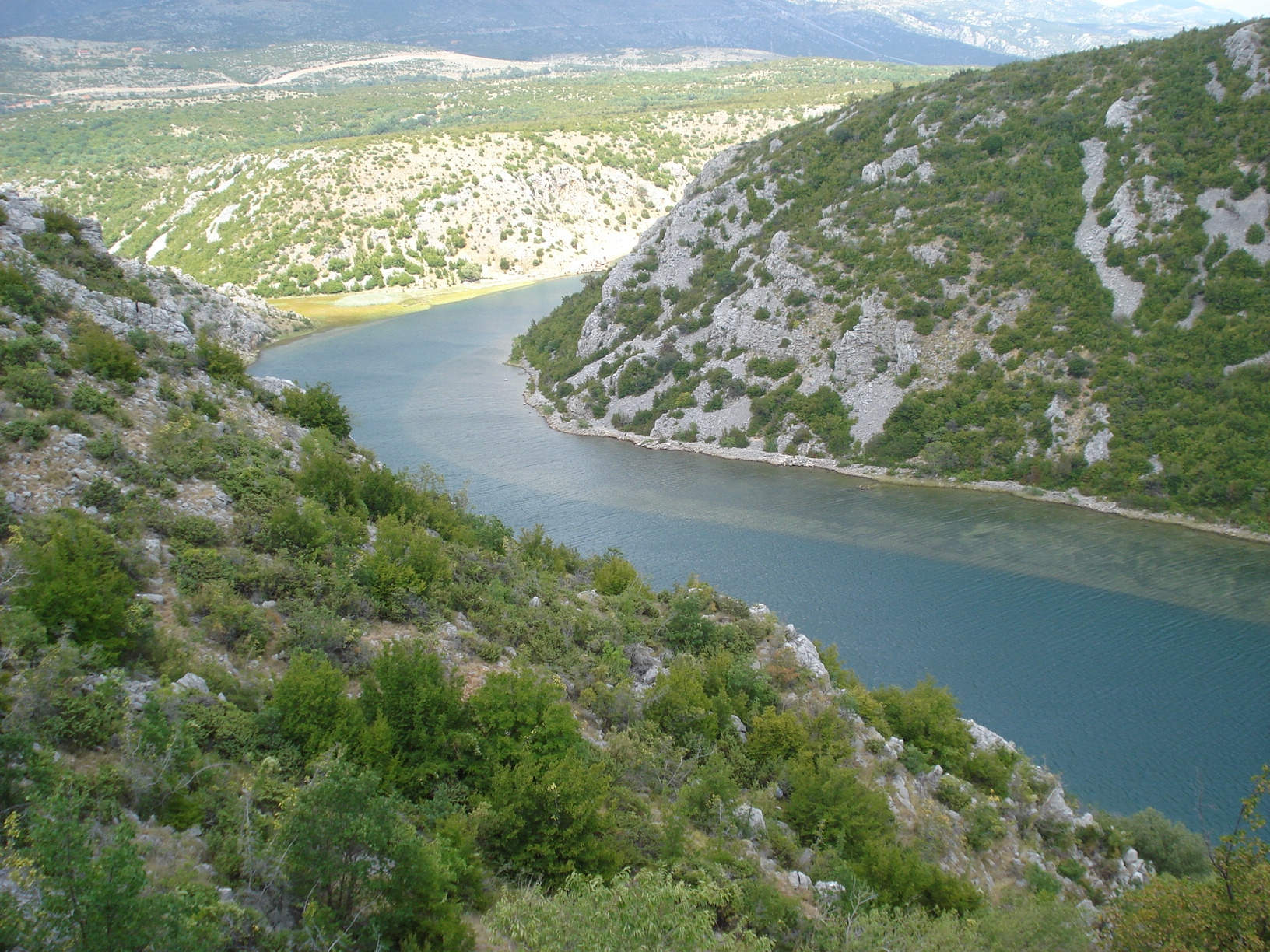

茲爾馬尼亞河是克羅地亞的河流，河道全長69公里，流域面積907平方公里，平均流量每秒94立方米，是飄筏和皮艇運動的熱門地點，河畔城鎮有奧布羅瓦茨。
44°13′N 15°35′E / 44.217°N 15.583°E